# EXIT TUNES PRESENTS Vocalosensation feat.初音ミク
『EXIT TUNES PRESENTS Vocalosensation feat.初音ミク』（エグジット・チューンズ・プレゼンツ ボカロセンセーション フィーチャリング・はつねミク）は、2013年2月20日に発売された、初音ミクなどの音声合成ソフトをボーカルに用いた楽曲を集めたコンピレーション・アルバムである。EXIT TUNESボカロコンピシリーズ第11弾。発売元はEXIT TUNES、販売元はポニーキャニオン。

## 概要
VOCALOIDエンジンを利用した音声合成ソフトを用いて制作された人気ボーカル曲を再マスタリング・高音質化、書き下ろし曲のものと合わせ計21曲を収録している。アルバムのタイトルでは「feat.初音ミク」となっているが、MEIKO、KAITO、鏡音リン・レン、巡音ルカ、がくっぽいど（キャラクター名：神威がくぽ）、Megpoid（キャラクター名：GUMI）、IA、MAYUを用いた楽曲も収録されている。MAYUはEXIT TUNESボカロコンピシリーズでは初収録である。ジャケットイラストは左が担当した。

## 収録曲
1. いーあるふぁんくらぶ
  - みきとP feat. GUMI・鏡音リン（作曲・作詞：みきとP）
  - 神戸市の南京町を舞台にしたご当地ソング。歌詞中にワン・リーホン、ジェイ・チョウ、レスリー・チャンと言った実在の人物が登場する。
  - 音楽ゲームではSOUND VOLTEX、jubeat、ミライダガッキ、REFLEC BEAT、pop'n music（以上コナミデジタルエンタテインメントのBEMANIシリーズ）、太鼓の達人（バンダイナムコエンターテインメント）、maimai（セガ・インタラクティブ）に収録されている。
  - 2017年には、BanG Dream!のユニット、ハロー、ハッピーワールド!がカバーした。
  - 2021年には、 プロジェクトセカイ カラフルステージ! feat. 初音ミクのユニット、ワンダーランズ×ショウタイムがカバーした。
2. Twilight ∞ nighT
  - ひとしずく×やま△ feat. 初音ミク、鏡音リン・レン、巡音ルカ、KAITO、MEIKO、GUMI、神威がくぽ（作曲：ひとしずく×やま・作詞：ひとしずく）
  - 「Bad  ∞End ∞ nighT」→「Crazy ∞ nighT」から続くシリーズ3作目。
3. 永遠に幸せになる方法、見つけました。
  - うたたP feat. 初音ミク（作曲：うたたP・作詞：鳥居羊）
4. 放課後ストライド
  - Last Note.（作曲・作詞：Last Note.）
  - ミカグラ学園組曲の1作目。GUMIを使用している。
5. 純情スカート
  - 40mP feat. 初音ミク（作曲・作詞：40mP）
    - 本アルバムのための書き下ろし曲。
6. ギガンティックO.T.N
  - ギガP feat. 鏡音レン（作曲：ギガP・作詞：れをる）
7. ケッペキショウ
  - すこっぷ feat. GUMI（作曲・作詞：すこっぷ）
    - 本アルバムのための書き下ろし曲。
8. 仇返しシンドローム
  - まふまふ feat. IA（作曲：まふまふ・作詞：スズム）
9. しゃぼんのサラマンドラ
  - ぶっちぎりP feat. KAITO（作曲・作詞：ぶっちぎりP）
    - 本アルバムのための書き下ろし曲。
10. 夕闇ノ殺メ唄
  - キラ星ひかる feat. MEIKO（作曲：キラ星ひかる・作詞：みちる画伯）
11. カミサマネジマキ
  - kemu feat. GUMI（作曲・作詞：kemu）
12. Stop Me
  - HSP（鼻そうめんP） feat. 巡音ルカ（作曲：HSP（鼻そうめんP）・作詞：yuiko）
13. ハローラフター
  - Last Note． feat. 初音ミク、鏡音リン、巡音ルカ、GUMI、Lily、IA（作曲・作詞：Last Note.）
    - 本アルバムのための書き下ろし曲。
14. 誰でもいいから付き合いたい
  - 卓球少年 feat. 鏡音レン（作曲・作詞：卓球少年）
15. te-yut-te
  - フェイP feat. 鏡音リン（作曲・作詞：フェイP）
16. レンきゅんなう!
  - オワタP feat. 初音ミク、巡音ルカ（作曲：オワタP・作詞：sezu）
  - 「リンちゃんなう!」をアレンジした楽曲。
17. ラクガキスト
  - cosMo＠暴走P feat. GUMI（作曲・作詞：cosMo＠暴走P）
    - 本アルバムのための書き下ろし曲。『コスモドライバー∞UP』収録の「rakugaki.exe（ラクガキスト）」とは全くの別曲。
    - 音楽ゲームではSOUND VOLTEX、REFLEC BEAT、jubeat、Dance Dance Revolution（いずれもBEMANIシリーズ）に収録されている。
18. ミスターデジャブ
  - 164 feat. MAYU（作曲・作詞：164）
19. paranoia
  - つなまる feat. 初音ミク（作曲・作詞：つなまる）
20. 拙者も誰かと付き合いたい
  - 卓球少年 feat. 神威がくぽ（作曲・作詞：卓球少年）
    - ボーナストラック。本アルバム収録「誰でもいいから付き合いたい」をセルフアレンジ。
21. にじいろのはる
  - ふわりP feat. 初音ミク、鏡音リン・レン、巡音ルカ、KAITO、MEIKO、GUMI、神威がくぽ、IA、MAYU（作曲・作詞：ふわりP）
    - ボーナストラック